# ウスヒメシロハラミズナギドリ
ウスヒメシロハラミズナギドリ（薄姫白腹水薙鳥、Pterodroma pycrofti）は、ミズナギドリ科に属す海鳥の一種。
これまでに日本、ニュージーランド、ノーフォーク島、アメリカ合衆国、合衆国領有小離島、ウォリス・フツナで確認されているが、ニュージーランドのプア・ナイツ諸島、ヘン・アンド・チキン諸島、マーキュリー諸島のみでしか繁殖はしない。温暖な森林や潅木林、海に生息する。